# Birds (Imagine Dragons)
Birds is een nummer van de Amerikaanse poprockband Imagine Dragons uit 2019. Het is de vijfde single van hun vierde studioalbum Origins, en was een van de bonustracks op de deluxe editie van dat album.
"Birds" is geïnspireerd door de turbulente relatie die Imagine Dragons-frontman Dan Reynolds de afgelopen jaren met zijn vrouw heeft doorgemaakt. Het nummer werd een klein (radio)hitje in Europa. In de Nederlandse Top 40 behaalde het de 34e positie. In Vlaanderen staat het momenteel op de 41e positie in de Tipparade.
Er bestaat ook een versie van het nummer waarop vocalen van de Italiaanse zangeres Elisa te horen zijn.